# 앤디 맥
《앤디 맥》(Andi Mack)은 테리 민스키가 2017년 4월 7일부터 2019년 7월 26일에 창안한 미국의 디즈니 채널 가족 코미디 드라마 텔레비전 시리즈이다. 이 시리즈에는 페이턴 엘리자베스 리, 조슈아 러시, 소피아 와일리, 애셔 에인절, 릴란 보덴, 로렌 톰, 트렌트 개릿. 13 세의 앤디 맥 (Andi Mack)과 그녀의 가장 친한 친구 인 사이러스 굿맨 (Cyrus Goodman)과 버피 드리스콜 (Buffy Driscoll)은 중학교에 다니고 있다.
앤디 맥은 6-14 세 사이의 미국 텔레비전 중 최고의 TV 시리즈이다. 디즈니 채널에서 게이 중학교 소년인 사이러스 굿맨을 그의 주인공 중 한 명으로 꼽았으며, 언론의 관심을 끌었으며 뉴스에서 보도되었다. 이 시리즈는 후보에 올랐고 스토리 라인을 통해 상을 받았다.

## 음모

### 시즌 1
그녀의 열세 번째 생일 밤 앤디 맥 (Andi Mack)의 세상은 거꾸로 뒤집혀있다. 그녀는 그녀의 여동생인 Bex가 실제로 그녀의 어머니라는 것을 알아냈다. Andi는 그녀의 중학교 프리즈 비 팀에 합류하여 Jonah의 가까운 친구 인 Cyrus가 로맨틱한 감정을 키우고 Jonah의 고등학교 여자 친구인 Amber와 경쟁하고 있다. Andi는 그녀의 가장 친한 친구 인 Cyrus와 Buffy에게 그녀의 가족 계시를 밝히고 그녀의 어머니 Bex를 포옹하고 새로 발견한 아버지 Bowie와 묶기 시작한다.

### 시즌 2
Andi는 부모님 Bex와 Bowie가 서로 결혼하도록 설득하려고 노력하지만 제안은 성공하지 못했다. 키루스는 가장 친한 친구인 버피와 앤디에게 나온다. Buffy는 농구 팀에 합류하고 팀 선장 TJ를지도하는 수학 선생님의 질문을 받는다. TJ가 자신의 수학 성적으로 인해 팀에 출전 할 수 없게되었을 때, Cyrus는 그가 게임을 할 수 있도록 학습 장애에 대해 조언한다. 요나는 앰버와 헤어진다. Andi와 Jonah는 관계로 들어길다. 버피는 멀리 보이는 것처럼 보이지만 나중에 그녀가 계속 살고 있음이 드러난다. Bex는 Bowie의 애정에 대해 Miranda와 경쟁하고 Andi와 Miranda의 딸인 Morgan 사이에서 충돌이 일어나며, 결국 Bowie가 Miranda를 비난하여 결국 딸 Andi를 불신하게 만들었다. Bex와 Bowie는 그들의 관계를 좋아하게 된다.

### 시즌 3
Bex와 Bowie가 참여했다. Andi는 Jonah에게 그가 동의하는 친구가되고 싶다고 말한다. 버피는 워커와 데이트하고있어 앤디를 불편하게 만든다. Cyrus는 TJ와 그의 두 친구 Reed와 Lester와 함께 자전거 타기 모험에 동참하지만 Cyrus는 Reed에게 총이 있다는 것을 알게되면 Metcalf 교장에게 이야기하고 나중에 TJ가 경찰에 사건을 보고 한 후 경찰관에게 질문한다. 버피는 여자 농구 팀을 개선하려고 시도하지만 첫 경기에서 상대방에 의해 짓밟혔다. 고레스는 요나에게 나아 간다. 제퍼슨 중학교에서 제복의 날 행사가 열린다. Bex는 계획 한 결혼식을 Bowie에게 취소힐다. Andi, Cyrus, Buffy 및 Jonah는 회사가 소유주의 허락없이 무료로 옷을 버린 것을 이유로 체포된다. 버피는 다리 부상을 당해 나머지 시즌 동안 팀의 경기에 나가게한다. 고정 관념에 맞서 싸우는 Andi의 예술 프로젝트는 많은 주목을 받으며 시각 예술을 위한 자석 학교에 지원하고 받아들인다. Bex는 그녀와 Bowie를 위해 깜짝 결혼식을 계획하고 있다. Marty의 여자 친구는 Buffy에 대한 그의 감정 때문에 그와 헤어진다. 서로에 대한 그들의 감정을 부정한 후에, Buffy와 Marty는 결국 서로를 좋아한다는 것을 인정한다. Buffy가 농구 팀에서 Kira를 차기 시작할 때 Kira는 Trus와 친구가되어 Cyrus를 다치게한다. 결국, TJ는 Kira에게 일어 섰고, 그 후 Cyrus와 Cyrus는 손을 잡고 서로에 대한 자신의 감정을 인정한다.

## 전송 및 문자

### 본관
- 페이턴 엘리자베스 리 같이 앤디 맥, 제퍼슨 중학교 7 학년 학생 및 타이틀 캐릭터
- 조슈아 러시 같이 사이러스 굿맨, 제퍼슨 중학교 7 학년 학생, 앤디의 가장 친한 친구, 그리고 디즈니 채널의 첫 번째 게이
- 소피아 와일리 같이 버피 드리스콜, 제퍼슨 중학교 7 학년 학생, 앤디의 가장 친한 친구, 제퍼슨 중학교 여자 농구 팀 주장
- 애셔 에인절 같이 조나 벡, 제퍼슨 중학교의 8 학년 학생, 앤디의 남자 친구, 제퍼슨 중학교 프리즈 비 팀의 주장
- 릴란 보덴 같이 레베카 "벡스"맥, 앤디의 어머니. 이전에 Andi가 여동생이라고 믿었던
- 로런 톰 같이 셀리아 맥, 앤디의 할머니. 이전에 앤디가 어머니라고 믿었던
- 트렌트 개릿 같이 보위 퀸, (반복, 시즌 1-2, 메인, 시즌 3), Andi의 아버지; 이전에 앤디에게 알려지지 않은

### 되풀이
- 스토니 웨스트 모어 랜드 같이 헨리 "햄"맥, 앤디의 할아버지. 이전에 앤디가 그녀의 아버지라고 믿었던
- 에밀리 스키너 같이 호박색, 9 학년 고등학생과 조나의 전 여자 친구
- 장 첼시 같이 브리타니, Bex의 친한 친구와 그녀의 고용주
- 가렌 슈트 트 같이 마티, 제퍼슨 중학교 학생과 제퍼슨 중학교 트랙 팀 멤버
- 루크 뮬런 같이 TJ (시즌 2- 현재), 제퍼슨 중학교의 8 학년 학생과 제퍼슨 중학교 소년 농구 팀의 대장
- 클로이 허스트 같이 미란다 (시즌 2- 현재), Bowie와 식물 보육원에서 일하면서 한동안 그와 함께 나가는 여성
- 다리우스 마르셀 같이 보행자 (시즌 2- 현재), Cyrus의 Andi를 만난 젊은 예술가 '고용된 풍자 만화가 인 bar mitzvah

## 생산
디즈니 채널은 2017년 5월 25일에 두 번째 시즌을 위해 시리즈를 갱신했다. 두 번째 시즌의 촬영은 2017년 7월에 시작되었다.
2017년 8월 20일에 두 번째 시즌에 다섯 개의 추가 에피소드가 주문되었다. 시즌 2 이전에 1 주일 전, 전체 주연을 주연으로하는 시리즈의 주제곡의 풀 버전 용 뮤직 비디오가 발표되었다. 2017년 10월 25일, TVLine이 첫 번째 시즌을 공개하면 Cyrus는 Jonah에게 로맨틱 한 감정을 느끼고 첫 번째 시즌에 여러 가지 힌트를 통해 디즈니 채널에서 첫 번째 게이 캐릭터로 등장하게 된다. 두번째 절기는 2017년 10월 27일에 디즈니 채널에 초연했다.
2018년 2월 19일, 디즈니 채널은 앤디 맥 (Andi Mack)이 그날 창조주에 의해 굿모닝 아메리카 (Good Morning America)에서 생중계 갱신에 관한 정보를 알리면서 3번째 시즌을 위해 갱신되었다고 발표했다. 세 번째 시즌은 2018년 10월 8일에 초연되었다. 2018년 11월 13일, Deadline Hollywood는이 시리즈가 총기 안전과 또래 압력에 대한 두 가지 에피소드 아크 - "쿠키 몬스터"와 "신녀"를 선보일 것이라고 발표했다. Deadline Hollywood는 2018년 12월 14일 Stoney Westmoreland가 "미성년자 유혹"및 "미성년자에게 해로운 자료 취급"혐의로 Salt Lake City 경찰국에서 체포되어 Disney Channel에 의해 해고되었다고 보고했다. 에피소드가 아직 방송되지 않았기 때문에 그를 제외시켰다.
2019년 2월 8일 Washington Blade는 Andi Mack이 디즈니 채널의 첫 번째 시리즈가 되었다. 캐릭터가 "나는 게이"라는 구절을 밝혔다. Cyrus는 "One in a Minyan"이라는 요나에게 나왔다.
2019년 4월 24일, 앤디 맥이 3 번째 시즌 이후에 끝나고, 시즌 및 시리즈 피날레는 2019년 7월 26일로 예정되어 있다고 발표되었다.

## 수신

### 결정적인
이 시리즈는 학습 장애, 공황 발작, 술집, 제목 캐릭터의 어머니에 대한 계획되지 않은 임신 등의 사례를 통해 어린 십대 청소년의 삶을 정확하게 묘사 한 것을 자랑스럽게 생각한다. 디즈니 채널의 첫 번째 시리즈는 게이 중학교 소년 인 사이러스 굿맨 (Cyrus Goodman)을 주인공 중 한 명으로 꼽았으며, 언론의 관심을 끌었으며 역사적이며 획기적인 것으로 보도되었다.

### 평점
이 시리즈는 모든 여학생 중 미국 TV에서 가장 높은 평가를받은 시리즈이며 6-14 세의 모든 어린이들 사이에 해당 기간 동안 있다. 나오는 줄거리의 소개는 시리즈를 등급 서지를 경험하게 했다.